# Ô nhiễm nhựa

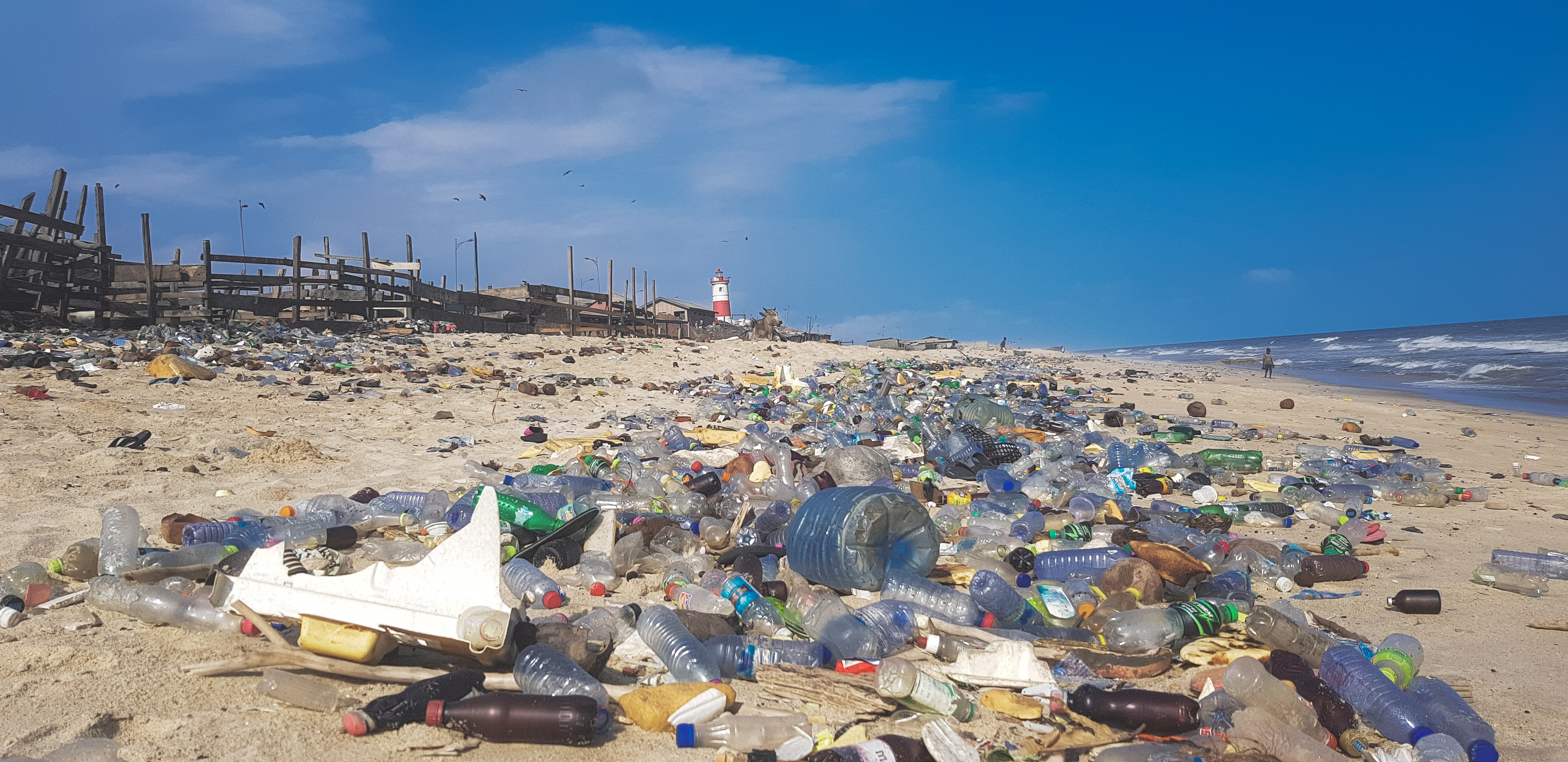
Ô nhiễm nhựa ở Ghana, 2018

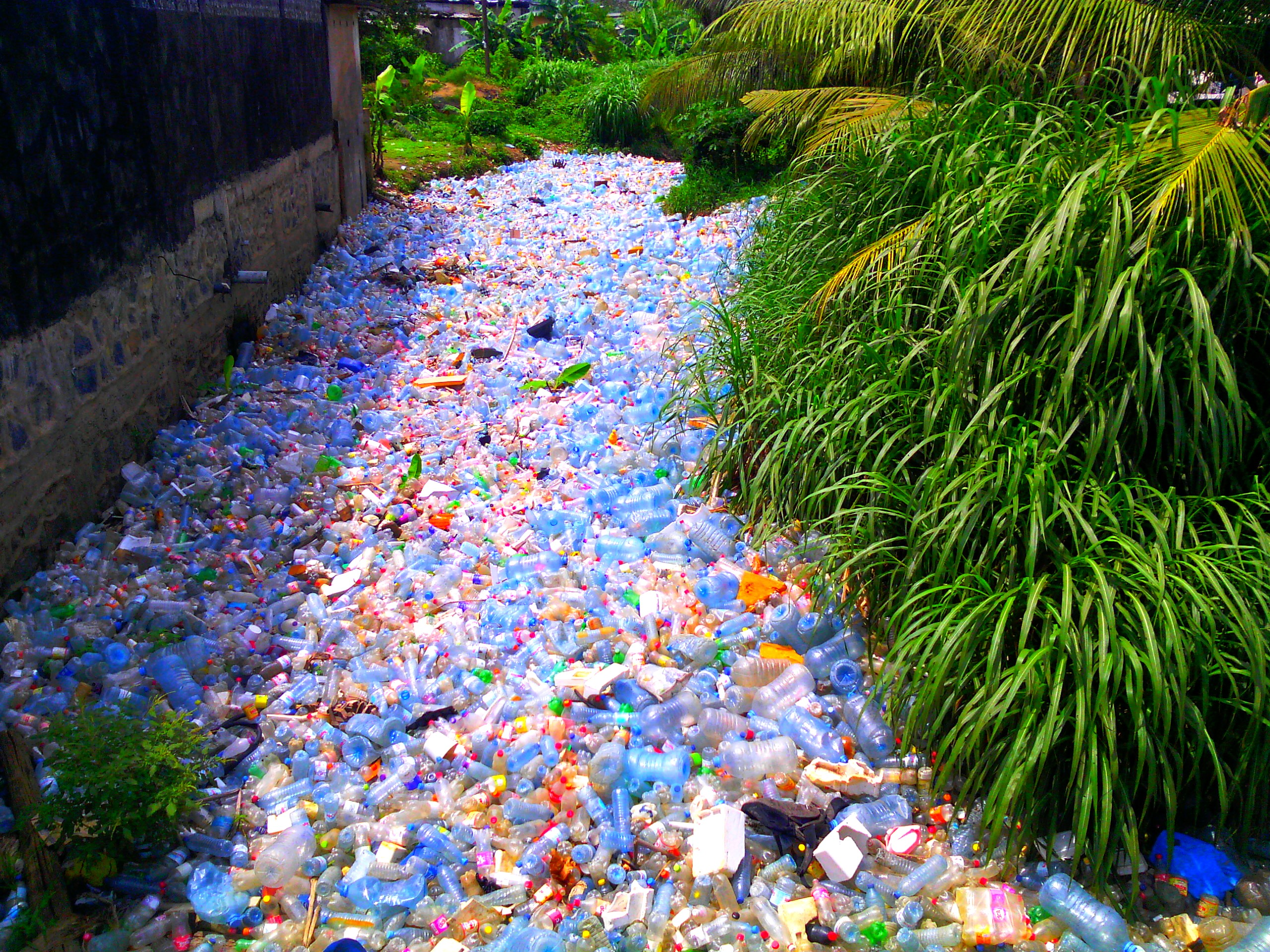
Một con suối ở quận Madagascar ở Douala ngập tràn nhựa

Ô nhiễm chất nhựa, ô nhiễm chất dẻo là sự tích tụ của nhựa các đối tượng và các hạt (ví dụ như chai nhựa, túi. cốc nhựa,  và micro beads) trong môi trường của Trái Đất mà ảnh hưởng xấu đến động vật hoang dã, môi trường sống hoang dã và con người. Nhựa hoạt động như chất ô nhiễm được phân loại thành các mảnh vụn vi mô, trung bình hoặc vĩ mô, dựa trên kích thước. Nhựa không đắt và bền, do đó mức độ sản xuất nhựa của con người cao. Tuy nhiên, cấu trúc hóa học của hầu hết các loại nhựa khiến chúng có khả năng chống lại nhiều quá trình thoái hóa tự nhiên và kết quả là chúng bị phân hủy chậm. Hai yếu tố này kết hợp với nhau đã dẫn đến tình trạng ô nhiễm nhựa trong môi trường ngày càng gia tăng.
Ô nhiễm nhựa có thể ảnh hưởng đến đất đai, đường thủy và đại dương. Người ta ước tính rằng 1,1 đến 8,8 triệu tấn rác thải nhựa từ các cộng đồng ven biển đi vào đại dương mỗi năm. Các sinh vật sống, đặc biệt là động vật biển, có thể bị tổn hại do các tác động cơ học, chẳng hạn như vướng vào các đồ vật bằng nhựa, các vấn đề liên quan đến việc ăn phải chất thải nhựa hoặc do tiếp xúc với các hóa chất bên trong nhựa gây cản trở sinh lý của chúng. Ảnh hưởng đến con người bao gồm sự phá vỡ các cơ chế nội tiết tố khác nhau.
Tính đến năm 2018, khoảng 380 triệu tấn nhựa được sản xuất trên toàn thế giới mỗi năm. Từ những năm 1950 đến năm 2018, ước tính có khoảng 6,3 tỷ tấn nhựa đã được sản xuất trên toàn thế giới, trong đó ước tính 9% đã được tái chế và 12% khác đã được đốt. Một lượng lớn rác thải nhựa này đi vào môi trường, với các nghiên cứu cho thấy xác của 90% loài chim biển có chứa các mảnh vụn nhựa. Ở một số khu vực, đã có những nỗ lực đáng kể nhằm giảm mức độ phổ biến của ô nhiễm nhựa tự do, thông qua giảm tiêu thụ nhựa, dọn rác và thúc đẩy tái chế nhựa.
Một số nhà nghiên cứu cho rằng vào năm 2050 có thể có nhiều nhựa hơn cá trong đại dương theo trọng lượng.

## Nguyên nhân
Việc buôn bán  "thủ phạm chính" gây ra rác thải trên biển. Quốc gia nhập khẩu nhựa phế thải thường thiếu năng lực để xử lý tất cả nguyên liệu. Do đó, Liên hợp quốc đã áp dụng lệnh cấm buôn bán nhựa phế thải trừ khi nó đáp ứng các tiêu chí nhất định.

## Các loại mảnh vụn nhựa
Có ba dạng nhựa chính góp phần gây ô nhiễm nhựa: vi nhựa cũng như nhựa siêu lớn và nhựa vĩ mô. Chất dẻo siêu nhỏ và vi nhựa đã tích tụ ở mật độ cao nhất ở Bắc bán cầu, tập trung xung quanh các trung tâm đô thị và mặt nước. Nhựa có thể được tìm thấy ngoài khơi một số hòn đảo do các dòng chảy mang theo các mảnh vụn. Cả nhựa siêu lớn và nhựa vĩ mô đều được tìm thấy trong bao bì, giày dép và các mặt hàng nội địa khác đã được rửa sạch trên tàu hoặc bị vứt bỏ trong các bãi chôn lấp. Các mặt hàng liên quan đến đánh bắt cá có nhiều khả năng được tìm thấy xung quanh các đảo xa. Chúng cũng có thể được gọi là các mảnh vụn vi mô, trung bình và vĩ mô.
Các mảnh vụn nhựa được phân loại là chính hoặc phụ. Chất dẻo nguyên sinh ở dạng ban đầu khi thu gom. Ví dụ về những thứ này sẽ là nắp chai, tàn thuốc và hạt vi nhựa. Mặt khác, nhựa thứ cấp chiếm các loại nhựa nhỏ hơn là kết quả của sự phân hủy nhựa nguyên sinh.

### Microdebris
Microdebris là các mảnh nhựa có kích giữa 2mm và 5mm. Các mảnh vụn nhựa bắt đầu dưới dạng mảnh vỡ trung bình hoặc vĩ mô có thể trở thành mảnh vụn siêu nhỏ thông qua sự suy thoái và va chạm làm vỡ nó thành những mảnh nhỏ hơn. Microdebris thường được gọi là rào cản.  Rào được tái chế để làm các vật dụng bằng nhựa mới, nhưng chúng dễ dàng thải ra môi trường trong quá trình sản xuất vì kích thước nhỏ. Chúng thường kết thúc ở các vùng nước đại dương qua sông và suối.  Các vi khuẩn sinh ra từ các sản phẩm làm sạch và mỹ phẩm còn được gọi là máy chà. Vì các vi sinh vật và màng lọc có kích thước rất nhỏ nên các sinh vật ăn bộ lọc thường tiêu thụ chúng.
Rào cản đi vào đại dương bằng phương tiện bị tràn trong quá trình vận chuyển hoặc từ các nguồn trên đất liền. Ocean Conservancy báo cáo rằng Trung Quốc, Indonesia, Philippines, Thái Lan và Việt Nam đổ nhựa ra biển nhiều hơn tất cả các nước khác cộng lại. Người ta ước tính rằng 10% nhựa trong đại dương là vật cản, khiến chúng trở thành một trong những loại ô nhiễm nhựa phổ biến nhất, cùng với túi nhựa và hộp đựng thực phẩm. Những vi nhựa này có thể tích tụ trong đại dương và tạo điều kiện tích tụ các Độc tố tích tụ sinh học dai dẳng như bisphenol A, polystyrene, DDT và PCB có bản chất kỵ nước và có thể gây ảnh hưởng xấu đến sức khỏe.
Một nghiên cứu năm 2004 của Richard Thompson từ Đại học Plymouth, Vương quốc Anh, đã tìm thấy một lượng lớn vi khuẩn trên các bãi biển và vùng nước ở Châu Âu, Châu Mỹ, Úc, Châu Phi và Nam Cực. Thompson và các cộng sự của ông phát hiện ra rằng các hạt nhựa từ cả nguồn trong nước và công nghiệp đang được chia nhỏ thành các mảnh nhựa nhỏ hơn nhiều, một số có đường kính nhỏ hơn sợi tóc người.  Nếu không ăn phải, vi khuẩn này trôi nổi thay vì được hấp thụ vào môi trường biển. Thompson dự đoán có thể có 300.000 vật phẩm nhựa trên mỗi km vuông bề mặt biển và 100.000 hạt nhựa trên mỗi km vuông đáy biển.  International pellet Watch đã thu thập các mẫu viên polythene từ 30 bãi biển từ 17 quốc gia, sau đó được phân tích để tìm các chất ô nhiễm vi sinh hữu cơ. Người ta phát hiện ra rằng thức ăn viên được tìm thấy trên các bãi biển ở Mỹ, Việt Nam và nam Phi có chứa các hợp chất từ thuốc trừ sâu cho thấy việc sử dụng thuốc trừ sâu ở các khu vực này cao.

### Macrodebris
Các mảnh vụn nhựa được phân loại là mảnh vụn vĩ mô khi nó lớn hơn 20   mm. Chúng bao gồm các mặt hàng như túi nhựa đựng hàng tạp hóa. Macrodebris thường được tìm thấy ở các vùng nước đại dương, và có thể có tác động nghiêm trọng đến các sinh vật bản địa. Lưới đánh cá là chất ô nhiễm chính. Ngay cả khi chúng đã bị bỏ rơi, chúng vẫn tiếp tục bẫy các sinh vật biển và các mảnh vụn nhựa khác. Cuối cùng, những tấm lưới bị bỏ hoang này trở nên quá khó khăn để gỡ bỏ khỏi mặt nước vì chúng trở nên quá nặng, có trọng lượng lên đến 6 tấn.

## Sản xuất nhựa
Bản thân nhựa đóng góp vào khoảng 10% lượng rác thải bị loại bỏ. Nhiều loại nhựa tồn tại phụ thuộc vào tiền chất của chúng và phương pháp trùng hợp của chúng. Tùy thuộc vào thành phần hóa học của chúng, chất dẻo và nhựa có các đặc tính khác nhau liên quan đến sự hấp thụ và hấp phụ chất gây ô nhiễm. Quá trình phân hủy polyme diễn ra lâu hơn do môi trường mặn và tác động làm mát của biển. Những yếu tố này góp phần vào sự tồn tại của mảnh vụn nhựa trong một số môi trường nhất định. Các nghiên cứu gần đây đã chỉ ra rằng nhựa trong đại dương phân hủy nhanh hơn người ta từng nghĩ, do tiếp xúc với nắng, mưa và các điều kiện môi trường khác, dẫn đến giải phóng các hóa chất độc hại như bisphenol A. Tuy nhiên, do khối lượng nhựa trong đại dương tăng lên, quá trình phân hủy đã chậm lại. Marine Conservancy đã dự đoán tốc độ phân hủy của một số sản phẩm nhựa. Người ta ước tính rằng một cốc nhựa xốp sẽ mất 50 năm, một hộp đựng đồ uống bằng nhựa sẽ mất 400 năm, một tã dùng một lần sẽ mất 450 năm và dây câu sẽ mất 600 năm để phân hủy.

### Các chất ô nhiễm hữu cơ khó phân hủy
Người ta ước tính rằng sản lượng nhựa toàn cầu là khoảng 250 tấn / năm. Sự phong phú của chúng được phát hiện có khả năng vận chuyển các chất ô nhiễm hữu cơ khó phân hủy, còn được gọi là POP. Các chất ô nhiễm này có liên quan đến sự gia tăng phân bố của tảo liên quan đến thủy triều đỏ.

### Chất ô nhiễm thương mại
Năm 2019, nhóm Break Free From Plastic đã tổ chức hơn 70.000 tình nguyện viên tại 51 quốc gia để thu gom và xác định rác thải nhựa. Theo báo cáo của The Guardian, những tình nguyện viên này đã thu thập hơn "59.000 túi nhựa, 53.000 gói và 29.000 chai nhựa". Gần một nửa số mặt hàng được nhận dạng bởi các thương hiệu tiêu dùng. Các thương hiệu phổ biến nhất là Coca-Cola, Nestlé và Pepsico.

### Tổng số người gây ô nhiễm chất thải nhựa
Top 12 mismanaged plastic waste polluters
 Vào năm 2018, khoảng 513 triệu tấn nhựa đổ vào các đại dương mỗi năm, trong đó 83,1% là từ 20 quốc gia sau: Trung Quốc là quốc gia gây ô nhiễm rác thải nhựa được quản lý sai cách nhất, chiếm 27,7% tổng số rác thải trên thế giới, thứ hai là Indonesia với 10,1%, thứ ba là Philippines với 5,9%, thứ tư là Việt Nam với 5,8%, thứ năm là Sri Lanka với 5,0%, thứ sáu là Thái Lan với 3,2%, thứ bảy là Ai Cập với 3,0%, thứ tám là Malaysia với 2,9%, thứ chín là Nigeria với 2,7%, thứ mười Bangladesh với 2,5%, Nam Phi thứ mười một với 2,0%, thứ mười hai Ấn Độ với 1,9%, Algeria thứ mười ba với 1,6%, Thổ Nhĩ Kỳ thứ mười bốn với 1,5%, Pakistan thứ mười lăm với 1,5%, Brazil thứ mười sáu với 1,5%, mười bảy Myanmar với 1,4%, Maroc thứ mười tám với 1,0%, thứ mười chín là Bắc Triều Tiên với 1,0%, thứ hai mươi Hoa Kỳ với 0,9%. Theo một nghiên cứu được công bố bởi Science, Jambeck et al (2015), phần còn lại của các quốc gia trên thế giới đã tạo ra 16,9% lượng rác thải nhựa được quản lý sai cách trong các đại dương.
Tất cả các quốc gia thuộc Liên minh châu Âu cộng lại sẽ xếp thứ mười tám trong danh sách.
Một nghiên cứu năm 2019 đã tính toán lượng rác thải nhựa được quản lý sai, tính bằng hàng triệu tấn (Mt) mỗi năm:
- 52 Mt - Châu Á
- 17 Mt - Châu Phi
- 7.9 Mt - Mỹ Latinh & Caribe
- 3,3 Mt - Châu Âu
- 0,3 triệu - Hoa Kỳ & Canada
- 0,1 Mt - Châu Đại Dương (Úc, New Zealand, v.v.) [29]

Khoảng 275 triệu tấn chất thải nhựa được tạo ra mỗi năm trên khắp thế giới; từ 4,8 triệu đến 12,7 triệu tấn được đổ ra biển. Khoảng 60% rác thải nhựa trên đại dương đến từ 5 quốc gia hàng đầu sau đây. Bảng dưới đây liệt kê 20 quốc gia gây ô nhiễm rác thải nhựa hàng đầu trong năm 2010 theo một nghiên cứu được công bố bởi Science, Jambeck và cộng sự (2015).
| Số thứ tự | Quốc gia       | Ô nhiễm nhựa (trong 1000 tấn trên năm) |
| --------- | -------------- | -------------------------------------- |
| 1         | Trung Quốc     | 8820                                   |
| 2         | Indonesia      | 3220                                   |
| 3         | Philippines    | 1880                                   |
| 4         | Việt Nam       | 1830                                   |
| 5         | Sri Lanka      | 1590                                   |
| 6         | Thái Lan       | 1030                                   |
| 7         | Ai Cập         | 970                                    |
| 8         | Malaysia       | 940                                    |
| 9         | Nigeria        | 850                                    |
| 10        | Bangladesh     | 790                                    |
| 11        | Nam Phi        | 630                                    |
| 12        | Ấn Độ          | 600                                    |
| 13        | Algeria        | 520                                    |
| 14        | Thổ Nhĩ Kỳ     | 490                                    |
| 15        | Pakistan       | 480                                    |
| 16        | Brazil         | 470                                    |
| 17        | Myanmar        | 460                                    |
| 18        | Maroc          | 310                                    |
| 19        | Bắc Triều Tiên | 300                                    |
| 20        | Hoa Kỳ         | 280                                    |

Tất cả các quốc gia thuộc Liên minh châu Âu cộng lại sẽ xếp thứ mười tám trong danh sách.
Trong một nghiên cứu được công bố bởi Khoa học &amp; Công nghệ Môi trường, Schmidt và cộng sự (2017) đã tính toán rằng 10 con sông: hai ở châu Phi (sông Nile và sông Niger) và tám con sông ở châu Á (sông Hằng, sông Ấn, Hoàng, Dương Tử, Hải Anh, Ngọc trai, Mekong và Amur) "vận chuyển 88–95% lượng nhựa toàn cầu đổ ra biển.".
Quần đảo Caribe là nơi gây ô nhiễm nhựa trên đầu người lớn nhất trên thế giới. Trinidad và Tobago thải ra 1,5 kg rác trên đầu người mỗi ngày, là quốc gia gây ô nhiễm nhựa trên đầu người lớn nhất trên thế giới. Ít nhất 0,19   kg mỗi người mỗi ngày mảnh vụn nhựa của Trinidad và Tobago cuối cùng ở đại dương, hoặc ví dụ như Saint Lucia, nơi tạo ra lượng rác thải nhựa trên đầu người gấp 4 lần so với Trung Quốc và là nguyên nhân gây ra lượng rác thải nhựa được xử lý không đúng cách trên đầu người gấp 1,2 lần hơn Trung Quốc. Trong số 30 người gây ô nhiễm toàn cầu tính theo đầu người, 10 người đến từ khu vực Caribe. Đó là Trinidad và Tobago, Antigua và Barbuda, Saint Kitts và Nevis, Guyana, Barbados, Saint Lucia, Bahamas, Grenada, Anguilla và Aruba, theo một nhóm nghiên cứu được Forbes tổng kết (2019).

## Ảnh hưởng đến môi trường
Sự phân bố các mảnh vụn nhựa rất thay đổi do kết quả của một số yếu tố như gió và hải lưu, địa lý đường bờ biển, khu vực đô thị và các tuyến đường thương mại. Dân số con người ở một số khu vực cũng đóng một vai trò lớn trong việc này. Nhựa có nhiều khả năng được tìm thấy ở các vùng kín như vùng Caribê. Nó phục vụ như một phương tiện phân phối sinh vật đến các bờ biển xa xôi không phải là môi trường bản địa của chúng. Điều này có thể làm tăng khả năng biến đổi và phân tán của các sinh vật trong các khu vực cụ thể ít đa dạng về mặt sinh học. Nhựa cũng có thể được sử dụng làm vật trung gian cho các chất ô nhiễm hóa học như chất ô nhiễm hữu cơ khó phân hủy và kim loại nặng.

## Ô nhiễm nhựa do biến đổi khí hậu
Vào năm 2019, một báo cáo mới "Nhựa và Khí hậu" đã được xuất bản. Theo báo cáo, trong năm 2019, sản xuất và đốt nhựa sẽ đóng góp lượng khí nhà kính tương đương 850 triệu tấn carbon dioxide (CO2 </br> CO2) vào bầu khí quyển. Theo xu hướng hiện nay, lượng phát thải hàng năm từ các nguồn này sẽ tăng lên 1,34 tỷ tấn vào năm 2030. Đến năm 2050, nhựa có thể thải ra 56 tỷ tấn khí thải nhà kính, bằng 14% ngân sách carbon còn lại của trái đất. Đến năm 2100, nó sẽ thải ra 260 tỷ tấn, hơn một nửa ngân sách carbon. Đó là phát thải từ sản xuất, vận chuyển, đốt rác, nhưng cũng có phát thải khí mê-tan và ảnh hưởng đến thực vật phù du.

## Ảnh hưởng của nhựa đối với đất
Ô nhiễm nhựa trên đất là mối đe dọa đối với thực vật và động vật - bao gồm cả con người sống trên đất. Ước tính lượng nhựa tập trung trên đất liền gấp bốn đến hai mươi ba lần ở đại dương. Lượng nhựa ở trên cạn lớn hơn và cô đặc hơn trong nước. Rác thải nhựa không được quản lý sai phạm từ 60% ở Đông Á và Thái Bình Dương đến 1% ở Bắc Mỹ. Tỷ lệ rác thải nhựa không được quản lý tốt đổ ra đại dương hàng năm và do đó trở thành các mảnh vụn nhựa ở biển là từ 1/3 đến 1/2 tổng số rác thải được quản lý sai trong năm đó.
Nhựa có clo có thể giải phóng các hóa chất độc hại vào đất xung quanh, sau đó có thể ngấm vào mạch nước ngầm hoặc các nguồn nước xung quanh khác và cả hệ sinh thái của thế giới. Điều này có thể gây hại nghiêm trọng cho các loài uống nước.

### Ô nhiễm nhựa trong nước máy
Một nghiên cứu năm 2017 cho thấy 83% mẫu nước máy được lấy trên khắp thế giới có chứa chất ô nhiễm nhựa. Đây là nghiên cứu đầu tiên tập trung vào ô nhiễm nước uống toàn cầu với nhựa, và cho thấy rằng với tỷ lệ ô nhiễm là 94%, nước máy ở Hoa Kỳ bị ô nhiễm nặng nhất, tiếp theo là Liban và Ấn Độ. Các nước châu Âu như Vương quốc Anh, Đức và Pháp có tỷ lệ ô nhiễm thấp nhất, mặc dù vẫn cao tới 72%.  Điều này có nghĩa là mọi người có thể đang ăn từ 3.000 đến 4.000 vi hạt nhựa từ nước máy mỗi năm.  Kết quả phân tích đã tìm thấy các hạt có kích thước hơn 2,5 micron, lớn hơn 2500 lần so với một nanomet. Hiện tại vẫn chưa rõ sự ô nhiễm này có ảnh hưởng đến sức khỏe con người hay không, nhưng nếu nước cũng được phát hiện có chứa các chất ô nhiễm dạng hạt nano, có thể có những tác động xấu đến sức khỏe con người, theo các nhà khoa học liên quan đến nghiên cứu.

## Ảnh hưởng của nhựa đối với đại dương

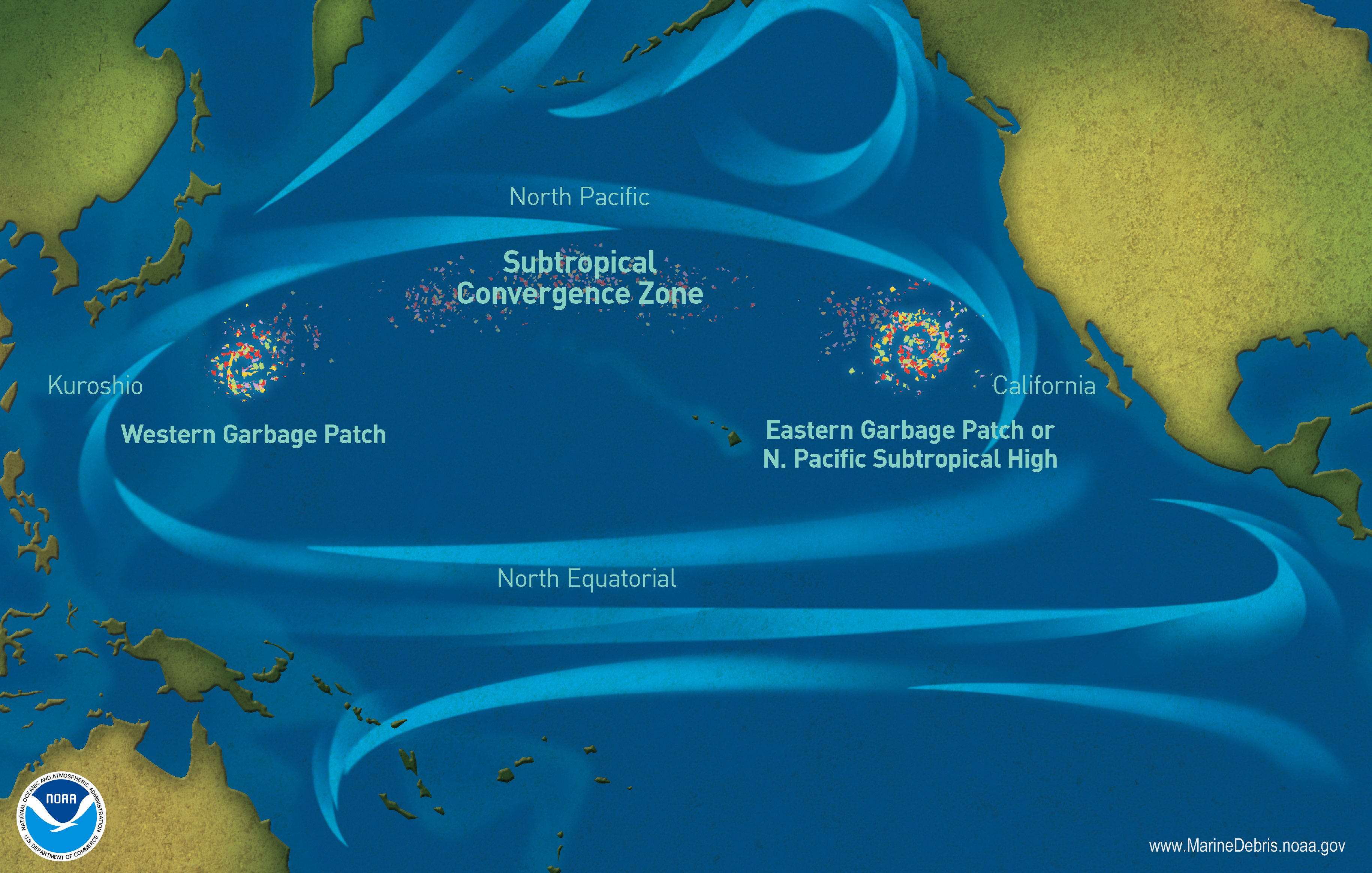
Các dòng hải lưu trên biển Thái Bình Dương đã tạo ra 3 "hòn đảo" mảnh vỡ.

Một nghiên cứu ước tính rằng có hơn 5 nghìn tỷ mảnh nhựa (được định nghĩa thành bốn lớp vi nhựa nhỏ, vi nhựa lớn, trung mô và đại thực bào) nổi trên biển. Vào năm 2020, các phép đo mới cho thấy lượng nhựa trong Đại Tây Dương nhiều gấp 10 lần so với ước tính trước đây ở đó.
Rác thải ra đại dương là chất độc đối với sinh vật biển và con người. Các chất độc trong thành phần của nhựa bao gồm diethylhexyl phthalate, là một chất độc gây ung thư, cũng như chì, cadmium và thủy ngân.
Sinh vật phù du, cá và cuối cùng là loài người, thông qua chuỗi thức ăn, ăn phải các chất hóa học và chất gây ung thư cực độc này. Tiêu thụ cá có chứa các chất độc này có thể gây ra sự gia tăng ung thư, rối loạn miễn dịch và dị tật bẩm sinh.  
Phần lớn rác thải gần và trong đại dương được tạo thành từ nhựa và là một nguồn ô nhiễm biển lan tỏa dai dẳng. Ở nhiều quốc gia, việc quản lý chất thải rắn không đúng cách có nghĩa là có rất ít sự kiểm soát nhựa đi vào hệ thống nước. Theo Tiến sĩ Marcus Eriksen thuộc Viện 5 Gyres, có 5,25 nghìn tỷ hạt ô nhiễm nhựa nặng tới 270.000 tấn (2016). Chất dẻo này được lấy đi bởi các dòng hải lưu và tích tụ trong các xoáy nước lớn được gọi là các dòng xoáy đại dương. Phần lớn các con quay trở thành bãi ô nhiễm chứa đầy nhựa.

### Các nguồn gây ô nhiễm nhựa từ đại dương
Vào tháng 10 năm 2019, khi nghiên cứu cho thấy hầu hết ô nhiễm nhựa đại dương đến từ các tàu chở hàng của Trung Quốc, người phát ngôn của Ocean Cleanup cho biết: "Mọi người đều nói về việc cứu các đại dương bằng cách ngừng sử dụng túi nhựa, ống hút và bao bì sử dụng một lần. Điều đó quan trọng, nhưng khi chúng ta ra khơi, đó không nhất thiết là những gì chúng ta tìm thấy. " 
Gần 20% mảnh vụn nhựa gây ô nhiễm nước đại dương, tương đương 5,6 triệu tấn, đến từ các nguồn dựa trên đại dương. MARPOL, một hiệp ước quốc tế, "áp đặt một lệnh cấm hoàn toàn đối với việc xử lý nhựa trên biển". Tàu buôn trục xuất hàng hóa, nước thải, thiết bị y tế đã qua sử dụng và các loại chất thải khác có chứa nhựa vào đại dương. Tại Hoa Kỳ, Đạo luật Nghiên cứu và Kiểm soát Ô nhiễm Nhựa Biển năm 1987 nghiêm cấm việc thải nhựa ra biển, kể cả từ các tàu hải quân. Các tàu hải quân và tàu nghiên cứu thải ra chất thải và thiết bị quân sự được cho là không cần thiết. Nghề thủ công giải phóng ngư cụ và các loại chất thải khác, do vô tình hoặc do sơ suất. Nguồn ô nhiễm nhựa lớn nhất trên đại dương là các dụng cụ đánh cá bị bỏ đi (bao gồm cả bẫy và lưới), ước tính lên đến 90% các mảnh vụn nhựa ở một số khu vực.
Rác nhựa lục địa xâm nhập vào đại dương phần lớn thông qua dòng chảy của nước mưa, chảy vào các nguồn nước hoặc xả trực tiếp vào vùng nước ven biển. Nhựa trong đại dương đã được chứng minh là đi theo các dòng hải lưu mà cuối cùng hình thành nên thứ được gọi là Những mảnh rác lớn. Kiến thức về các tuyến đường mà nhựa đi theo các dòng hải lưu đến từ việc vô tình đánh rơi container từ các tàu sân bay. Ví dụ, vào tháng 5 năm 1990, Tàu vận tải Hansa, đi từ Hàn Quốc đến Hoa Kỳ, bị vỡ do một cơn bão, cuối cùng dẫn đến hàng ngàn đôi giày bị đổ; cuối cùng chúng bắt đầu xuất hiện ở bờ biển phía tây Hoa Kỳ và Hawaii.

Việc tạo ra chất thải nhựa vượt quá lượng ô nhiễm nhựa đang được trục xuất khỏi đại dương.

Tác động của microlastic và macroplastic vào đại dương không phải do sự xâm nhập trực tiếp bằng cách đổ nhựa vào các hệ sinh thái biển, mà là qua các con sông ô nhiễm dẫn hoặc tạo ra các lối đi đến các đại dương trên toàn cầu. Sông có thể hoạt động như một nguồn hoặc chìm tùy thuộc vào bối cảnh. Các con sông tiếp nhận và tập hợp phần lớn nhựa nhưng cũng có thể ngăn một phần lớn nhựa xâm nhập vào đại dương. Các con sông là nguồn ô nhiễm nhựa chính trong môi trường biển  đóng góp gần 80% trong các nghiên cứu gần đây. Lượng nhựa được ghi nhận là có trong đại dương ít hơn đáng kể so với lượng nhựa đi vào đại dương tại bất kỳ thời điểm nào. Theo một nghiên cứu được thực hiện ở Vương quốc Anh, có "mười loại nhựa macroplastic chiếm ưu thế hàng đầu" chỉ liên quan đến người tiêu dùng (nằm trong bảng dưới đây). Trong nghiên cứu này, 192.213 đồ vật nhỏ lẻ đã được thống kê với trung bình 71% là đồ nhựa và 59% là đồ dùng làm từ nhựa thực vật có liên quan đến người tiêu dùng.  Mặc dù ô nhiễm nước ngọt là nguyên nhân chính gây ô nhiễm nhựa ở biển nhưng có rất ít nghiên cứu được thực hiện và thu thập dữ liệu về lượng ô nhiễm từ nước ngọt đến biển. Đa số các bài báo kết luận rằng có rất ít dữ liệu thu thập được về các mảnh vụn nhựa trong môi trường nước ngọt và môi trường tự nhiên trên cạn, mặc dù đây là những yếu tố đóng góp chính. Nhu cầu thay đổi chính sách trong sản xuất, sử dụng, xử lý và quản lý chất thải là cần thiết để giảm số lượng và khả năng nhựa xâm nhập vào môi trường nước ngọt.
| Nghiên cứu hiện tại top ten       | Tỷ lệ đẻ ở Anh (Elliott và Elliott, 2018)                  | Xếp hạng tỷ lệ sinh đẻ |
| --------------------------------- | ---------------------------------------------------------- | ---------------------- |
| 1) Giấy gói thực phẩm             | Biến (ví dụ: gói giòn 3,7%; gói ngọt 3,1%)                 | 5                      |
| 2) Chai và nắp                    | 6,9%                                                       | 6                      |
| 3) Túi                            | không xác định                                             | -                      |
| 4) Tàn thuốc lá                   | 31,9%                                                      | 2                      |
| 5) Đồ vệ sinh                     | Có thể thay đổi (ví dụ khăn ướt 31,3%; khăn vệ sinh 21,3%) | 1                      |
| 6) Bao bì liên quan đến hút thuốc | không xác định                                             | -                      |
| 7) Tăm bông                       | 13,5% xả rác                                               | 3                      |
| số 8) Hộp đựng Takeaway           | 5,1%                                                       | 7                      |
| 9) Cốc                            | 13,1%                                                      | 4                      |
| 10) Ống hút, máy khuấy, dao kéo   | Biến (ví dụ: Ống hút 3,1%, Dao kéo 0,5%; máy khuấy 0,2%)   | số 8                   |

### Các nguồn ô nhiễm nhựa đại dương trên đất liền
Các ước tính về sự đóng góp của nhựa từ đất rất khác nhau. Trong khi một nghiên cứu ước tính rằng hơn 80% mảnh vụn nhựa trong nước đại dương đến từ các nguồn trên đất liền, gây ra 800,000 tấn (881,849 tấn Mỹ) mỗi năm. Năm 2015, Jam-beck et al. tính rằng 275 triệu tấn (303 triệu tấn Mỹ)     chất thải nhựa được tạo ra ở 192 quốc gia ven biển vào năm 2010, với 4,8 đến 12,7 triệu tấn (5,3 đến 14 triệu tấn Mỹ)     đi vào đại dương - một tỷ lệ chỉ lên đến 5%.
Trong một nghiên cứu được xuất bản bởi Science, Jambeck và cộng sự (2015) ước tính rằng 10 quốc gia phát thải ô nhiễm nhựa đại dương lớn nhất trên toàn thế giới, từ nhiều nhất đến ít nhất là Trung Quốc, Indonesia, Philippines, Việt Nam, Sri Lanka, Thái Lan, Ai Cập, Malaysia, Nigeria và Bangladesh.
Một nguồn gây lo ngại là các bãi rác. Hầu hết rác thải ở dạng nhựa trong các bãi chôn lấp là những vật dụng sử dụng một lần như bao bì. Loại bỏ nhựa theo cách này dẫn đến tích tụ. Mặc dù việc xử lý chất thải nhựa trong các bãi chôn lấp ít có nguy cơ phát thải khí hơn so với việc xử lý thông qua đốt rác, nhưng việc xử lý trước đây có những hạn chế về không gian. Một mối quan tâm khác là các lớp lót hoạt động như lớp bảo vệ giữa bãi rác và môi trường có thể bị vỡ, do đó làm rò rỉ chất độc và làm ô nhiễm đất và nước gần đó. Các bãi chôn lấp nằm gần đại dương thường góp phần tạo ra các mảnh vụn đại dương vì nội dung dễ bị cuốn lên và vận chuyển ra biển theo gió hoặc các đường nước nhỏ như sông và suối. Các mảnh vụn biển cũng có thể là do nước thải không được xử lý hiệu quả, cuối cùng được vận chuyển ra biển qua các con sông. Các đồ nhựa bị vứt bỏ không đúng cách cũng có thể được mang ra đại dương khi gặp bão.

### Ô nhiễm nhựa ở Thái Bình Dương

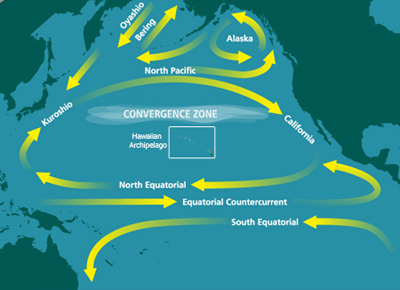
Vùng hội tụ cận nhiệt đới Bắc Thái Bình Dương

Ở Gyre Thái Bình Dương, cụ thể là vĩ độ 20 ° N-40 ° N, có thể tìm thấy các thiên thể lớn với các mảnh vỡ trôi nổi trên biển. Các mô hình về kiểu gió và dòng chảy đại dương chỉ ra rằng rác thải nhựa ở bắc Thái Bình Dương đặc biệt dày đặc nơi Khu hội tụ cận nhiệt đới (STCZ), vĩ độ 23 ° N-37 ° N, gặp một đường tây nam-đông bắc, được tìm thấy ở phía bắc quần đảo Hawaii.
Ở Thái Bình Dương, có hai khối tích tụ: bãi rác phía tây và bãi rác phía đông, bãi rác trước đây ở ngoài khơi Nhật Bản và bãi sau giữa Hawaii và California. Hai mảng rác này đều là một phần của bãi rác lớn ở Thái Bình Dương, và được nối với nhau qua một phần của các mảnh vụn nhựa ngoài khơi bờ biển phía bắc của quần đảo Hawaii. Người ta ước tính rằng các bản vá rác này chứa 100 triệu tấn Mỹ (90 triệu tấn)     của các mảnh vụn. Chất thải không nhỏ gọn, và mặc dù hầu hết chúng nằm gần bề mặt của Thái Bình Dương, nó có thể được tìm thấy lên đến hơn 100 foot (30 m)   sâu trong nước.
Sự vướng mắc

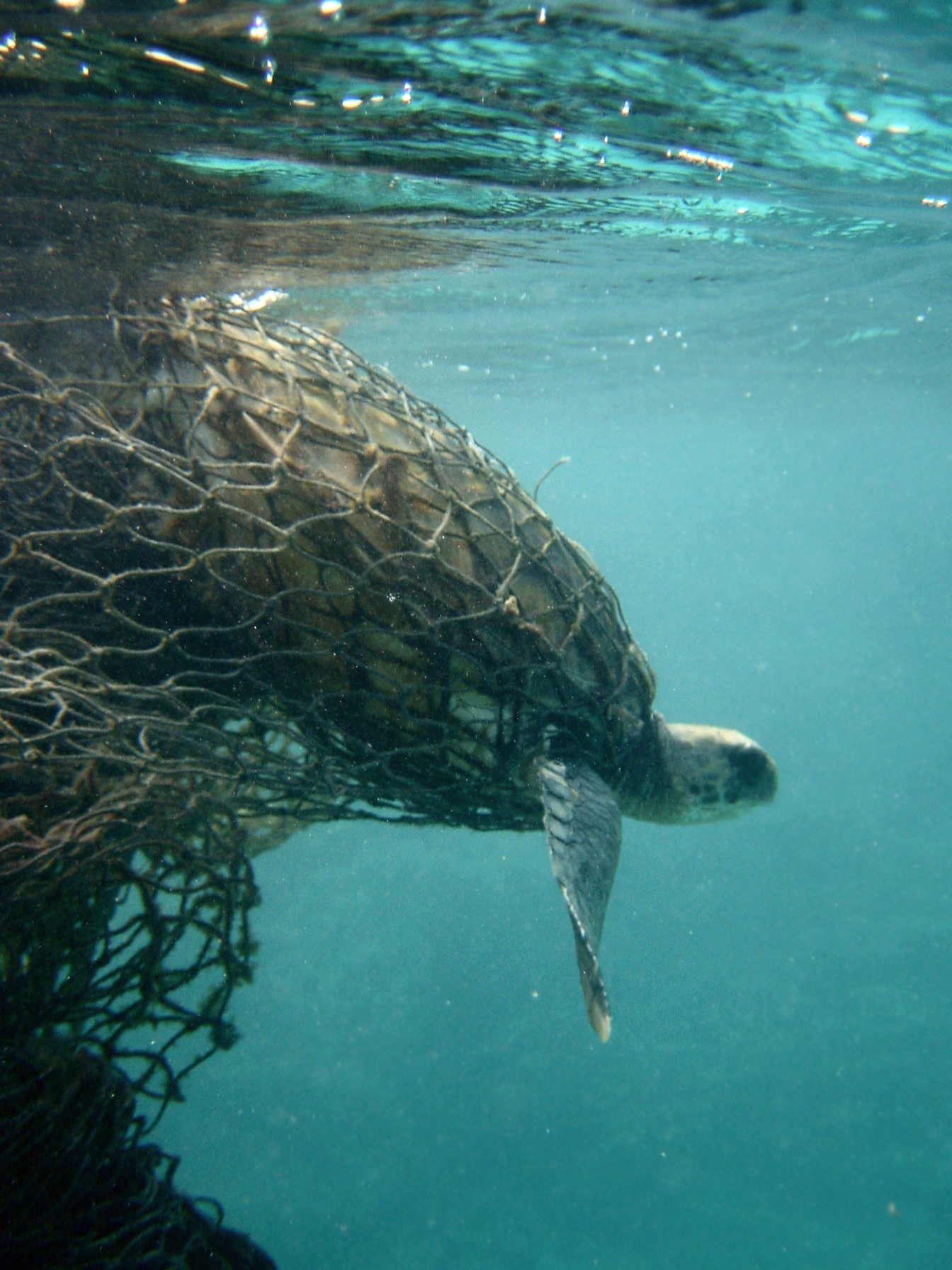
Rùa biển vướng vào lưới ma

Việc dính các mảnh vụn nhựa là nguyên nhân gây ra cái chết của nhiều sinh vật biển, chẳng hạn như cá, hải cẩu, rùa và chim. Những con vật này bị mắc vào các mảnh vụn và cuối cùng bị chết ngạt hoặc chết đuối. Vì không thể gỡ rối cho bản thân, chúng cũng chết vì đói hoặc vì không thể thoát khỏi kẻ thù. Việc vướng víu cũng thường dẫn đến vết rách và loét nghiêm trọng. Trong một báo cáo năm 2006 được gọi là Mảnh vụn nhựa trong Đại dương Thế giới, người ta ước tính rằng ít nhất 267 loài động vật khác nhau đã bị vướng và nuốt phải các mảnh vụn nhựa. Người ta ước tính rằng hơn 400.000 động vật có vú biển bị diệt vong hàng năm do ô nhiễm nhựa trong các đại dương. Các sinh vật biển mắc vào các thiết bị đánh cá bị bỏ đi, chẳng hạn như lưới ma. Dây và lưới dùng để câu cá thường được làm bằng vật liệu tổng hợp như nylon, giúp cho thiết bị đánh bắt cá bền và nổi hơn. Những sinh vật này cũng có thể mắc vào vật liệu đóng gói bằng nhựa hình tròn, và nếu con vật tiếp tục phát triển về kích thước, nhựa có thể cắt vào thịt của chúng. Các thiết bị như lưới cũng có thể kéo dọc theo đáy biển, gây ra thiệt hại cho các rạn san hô.

### Chất thải trong bụng

#### Sinh vật  biển

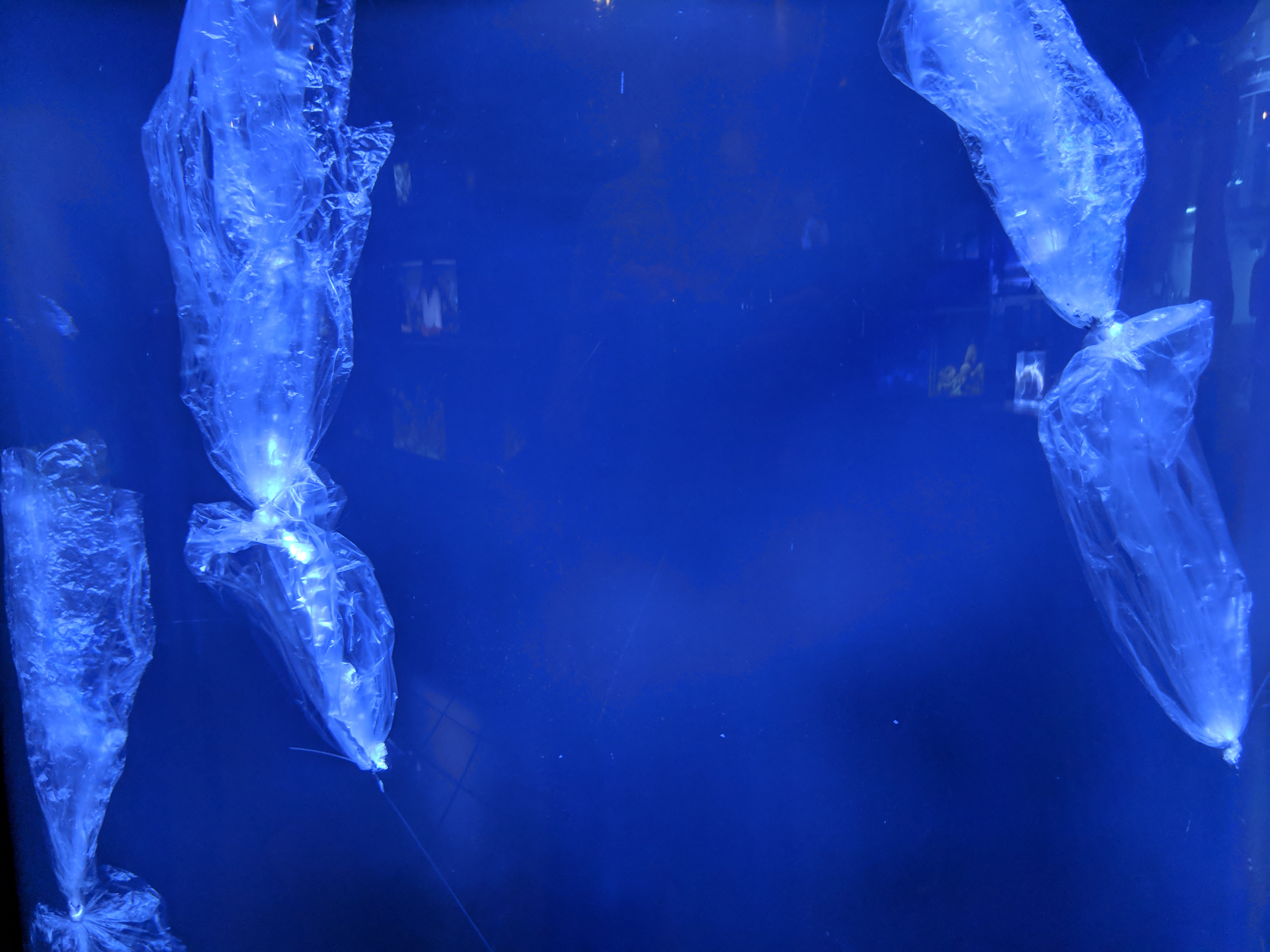
Một cuộc triển lãm tại Phòng thí nghiệm Mote Marine trưng bày các túi nhựa trong đại dương trông tương tự như sứa.

Rùa biển bị ảnh hưởng bởi ô nhiễm nhựa. Một số loài là người tiêu thụ sứa, nhưng thường nhầm túi nhựa với con mồi tự nhiên của chúng. Những mảnh vụn nhựa này có thể giết chết rùa biển do làm tắc nghẽn thực quản. Theo một nghiên cứu năm 2018 của các nhà khoa học Úc, rùa biển con đặc biệt dễ bị tổn thương.
Cá voi cũng vậy. Một lượng lớn nhựa đã được tìm thấy trong dạ dày của cá voi trắng. Các mảnh vụn nhựa bắt đầu xuất hiện trong dạ dày của cá nhà táng từ những năm 1970, và được ghi nhận là nguyên nhân gây ra cái chết của một số con cá voi. Vào tháng 6 năm 2018, hơn 80 túi nhựa đã được tìm thấy bên trong một con cá voi phi công đang chết trôi dạt vào bờ biển Thái Lan. Vào tháng 3 năm 2019, một con cá voi có mỏ của Cuvier đã chết trôi dạt vào Philippines với 88 con   lbs nhựa trong dạ dày của nó. Vào tháng 4 năm 2019, sau khi phát hiện một con cá nhà táng chết ngoài khơi Sardinia với 48 pound nhựa trong dạ dày, Tổ chức Động vật Hoang dã Thế giới cảnh báo rằng ô nhiễm nhựa là một trong những mối đe dọa nguy hiểm nhất đối với sự sống biển, lưu ý rằng năm con cá voi đã bị giết bằng nhựa trong khoảng thời gian hai năm.
Một số mảnh nhựa nhỏ nhất đang được tiêu thụ bởi các loài cá nhỏ, trong một phần của vùng cá nổi trong đại dương được gọi là vùng Lưỡng Hà, nằm dưới bề mặt đại dương từ 200 đến 1000 mét và hoàn toàn tối. Không có nhiều thông tin về loài cá này, ngoài việc có rất nhiều loài trong số chúng. Chúng ẩn mình trong bóng tối của đại dương, tránh những kẻ săn mồi và sau đó bơi lên bề mặt đại dương vào ban đêm để kiếm ăn. Nhựa được tìm thấy trong dạ dày của những con cá này được thu thập trong quá trình đi vòng quanh Malaspina, một dự án nghiên cứu nhằm nghiên cứu tác động của sự thay đổi toàn cầu đối với các đại dương.

#### Những con chim

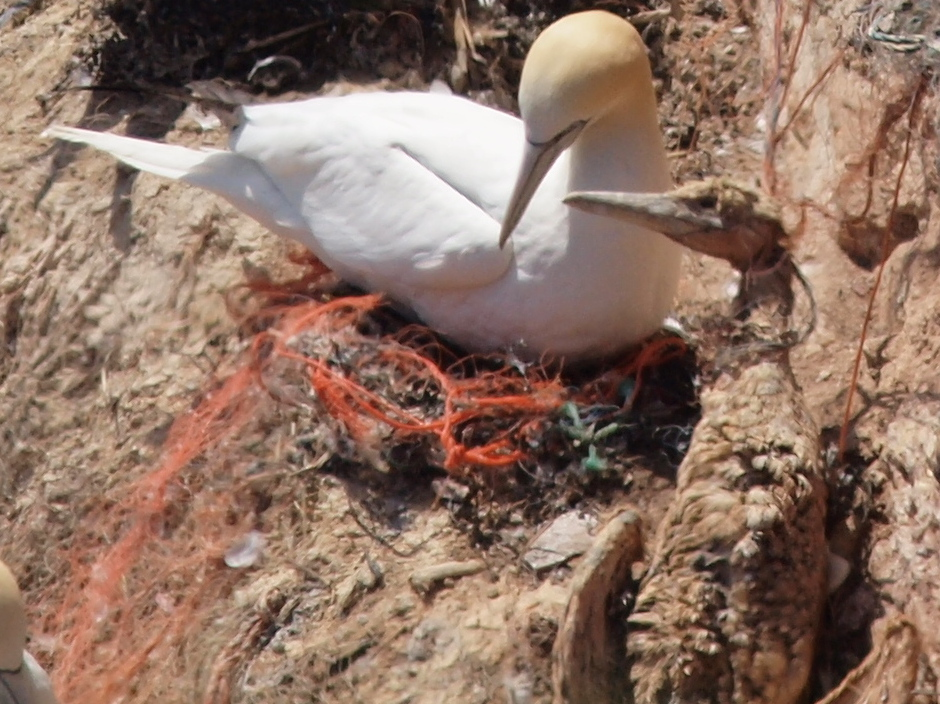
Gannet phương Bắc trên Helgoland, bị mắc kẹt trong tổ của chính chúng, chỉ xây dựng bằng lưới cũ và rác thải nhựa khác.

Ô nhiễm nhựa không chỉ ảnh hưởng đến các loài động vật chỉ sống trong đại dương. Các loài chim biển cũng bị ảnh hưởng rất nhiều. Vào năm 2004, người ta ước tính rằng mòng biển ở Biển Bắc có trung bình 30 mảnh nhựa trong dạ dày của chúng. Chim biển thường nhầm những thứ rác nổi trên mặt đại dương là con mồi. Nguồn thức ăn của chúng thường đã ăn phải các mảnh vụn nhựa, do đó sẽ chuyển nhựa từ con mồi sang động vật ăn thịt. Rác ăn phải có thể cản trở và làm tổn thương hệ tiêu hóa của chim, làm giảm khả năng tiêu hóa và có thể dẫn đến suy dinh dưỡng, đói và chết. Các hóa chất độc hại được gọi là polychlorinated biphenyls (PCB) cũng tập trung trên bề mặt nhựa trên biển và được thải ra ngoài sau khi chim biển ăn chúng. Những hóa chất này có thể tích tụ trong các mô của cơ thể và gây chết người nghiêm trọng đến khả năng sinh sản, hệ miễn dịch và sự cân bằng hormone của chim. Các mảnh vụn nhựa trôi nổi có thể gây loét, nhiễm trùng và dẫn đến tử vong. Ô nhiễm nhựa ở biển thậm chí có thể đến được với những loài chim chưa từng ở biển. Cha mẹ có thể vô tình cho chim non ăn nhựa, nhầm với thức ăn. Chim biển gà con là loài dễ bị nuốt phải nhựa nhất vì chúng không thể nôn ra thức ăn như chim biển trưởng thành.
Sau khi quan sát ban đầu rằng nhiều bãi biển ở New Zealand có nồng độ hạt nhựa cao, các nghiên cứu sâu hơn đã phát hiện ra rằng các loài prion khác nhau ăn các mảnh vụn nhựa. Prion đói nhầm những viên cho thực phẩm, và các hạt này đã được tìm thấy nguyên vẹn trong chim mề và proventriculi. Vết mổ tương tự như vết mổ do chim sơn dương phương Bắc tạo ra ở mực nang đã được tìm thấy trong các mảnh vụn nhựa, chẳng hạn như xốp, trên các bãi biển ở bờ biển Hà Lan, cho thấy loài chim này cũng nhầm các mảnh vụn nhựa thành thức ăn.
Ước tính có khoảng 1,5 triệu con chim hải âu Laysan, sống ở đảo san hô Midway, tất cả đều có nhựa trong hệ tiêu hóa của chúng. Đảo san hô vòng Midway nằm giữa châu Á và Bắc Mỹ, và ở phía bắc của quần đảo Hawaii. Ở vị trí hẻo lánh này, sự tắc nghẽn nhựa đã được chứng minh là gây tử vong cho những con chim này. Những con chim biển này chọn những miếng nhựa màu đỏ, hồng, nâu và xanh lam vì những điểm tương đồng với nguồn thức ăn tự nhiên của chúng. Kết quả của việc ăn phải nhựa, đường tiêu hóa có thể bị tắc nghẽn dẫn đến đói. Khí quản cũng có thể bị tắc, dẫn đến ngạt thở. Các mảnh vụn cũng có thể tích tụ trong ruột động vật và khiến chúng có cảm giác no giả, dẫn đến chết đói. Trên bờ, có thể nhìn thấy hàng nghìn xác chim với nhựa còn sót lại nơi dạ dày từng ở. Độ bền của nhựa có thể nhìn thấy được trong số những phần còn lại. Trong một số trường hợp, những đống nhựa vẫn còn trong khi xác con chim đã phân hủy.

## Ảnh hưởng đến con người
Các hợp chất được sử dụng trong sản xuất gây ô nhiễm môi trường bằng cách giải phóng hóa chất vào không khí và nước. Một số hợp chất được sử dụng trong chất dẻo, chẳng hạn như phthalates, bisphenol A (BRA), polybromated diphenyl ete (PBDE), đang được áp dụng quy chế chặt chẽ và có thể rất nguy hiểm. Mặc dù những hợp chất này không an toàn, chúng đã được sử dụng trong sản xuất bao bì thực phẩm, thiết bị y tế, vật liệu lát sàn, chai lọ, nước hoa, mỹ phẩm và nhiều hơn nữa. Liều lượng lớn các hợp chất này rất nguy hiểm cho con người, phá hủy hệ thống nội tiết. BRA mô phỏng nội tiết tố nữ được gọi là estrogen. PBD phá hủy và gây tổn thương các hormone tuyến giáp, là các tuyến hormone quan trọng đóng vai trò chính trong quá trình trao đổi chất, tăng trưởng và phát triển của cơ thể con người. Mặc dù mức độ tiếp xúc với các hóa chất này khác nhau tùy thuộc vào độ tuổi và địa lý, hầu hết con người đều bị phơi nhiễm đồng thời với nhiều loại hóa chất này. Mức độ phơi nhiễm trung bình hàng ngày thấp hơn mức được cho là không an toàn, nhưng cần phải nghiên cứu thêm về tác động của việc phơi nhiễm liều thấp đối với con người. Rất nhiều người chưa biết về việc con người bị ảnh hưởng thể chất nghiêm trọng như thế nào bởi những hóa chất này. Một số hóa chất được sử dụng trong sản xuất nhựa có thể gây viêm da khi tiếp xúc với da người. Trong nhiều loại nhựa, các hóa chất độc hại này chỉ được sử dụng ở lượng nhỏ, nhưng thường phải kiểm tra đáng kể để đảm bảo rằng các nguyên tố độc hại được chứa trong nhựa bằng vật liệu trơ hoặc polyme.  Trẻ em và phụ nữ trong độ tuổi sinh sản có nguy cơ cao nhất và dễ bị tổn hại hệ miễn dịch cũng như hệ sinh sản của họ do các hóa chất gây rối loạn hormone này.

### Ý nghĩa lâm sàng
Do sự phổ biến của các sản phẩm nhựa, hầu hết dân số thường xuyên tiếp xúc với các thành phần hóa học của nhựa. 95% người trưởng thành ở Hoa Kỳ có mức BPA có thể phát hiện được trong nước tiểu của họ. Tiếp xúc với các hóa chất như BPA có liên quan đến sự gián đoạn trong khả năng sinh sản, sinh sản, trưởng thành giới tính và các ảnh hưởng sức khỏe khác. Các phthalate cụ thể cũng dẫn đến các hiệu ứng sinh học tương tự.

#### Trục hormone tuyến giáp
Bisphenol A ảnh hưởng đến biểu hiện gen liên quan đến trục hormone tuyến giáp, ảnh hưởng đến các chức năng sinh học như trao đổi chất và phát triển. BPA có thể làm giảm hoạt động của thụ thể hormone tuyến giáp (TR) bằng cách tăng hoạt động của lõi áp suất phiên mã TR. Điều này sau đó làm giảm mức độ protein liên kết hormone tuyến giáp liên kết với triiodothyronine. Bằng cách ảnh hưởng đến trục hormone tuyến giáp, tiếp xúc với BPA có thể dẫn đến suy giáp.

#### Hormone giới tính
BPA có thể phá vỡ mức sinh lý bình thường của hormone sinh dục. Nó thực hiện điều này bằng cách liên kết với các globulin thường liên kết với các hormone sinh dục như androgen và estrogen, dẫn đến sự phá vỡ sự cân bằng giữa hai loại này. BPA cũng có thể ảnh hưởng đến quá trình trao đổi chất hoặc dị hóa hormone sinh dục. Nó thường hoạt động như một chất kháng sinh hoặc estrogen, có thể gây gián đoạn sự phát triển tuyến sinh dục và sản xuất tinh trùng.

## Nỗ lực giảm thiểu

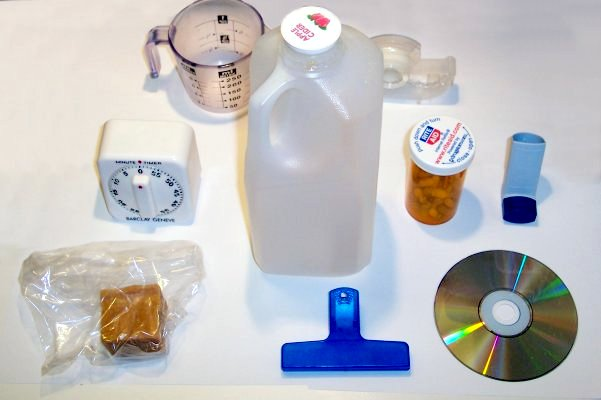
Đồ gia dụng bằng nhựa các loại.

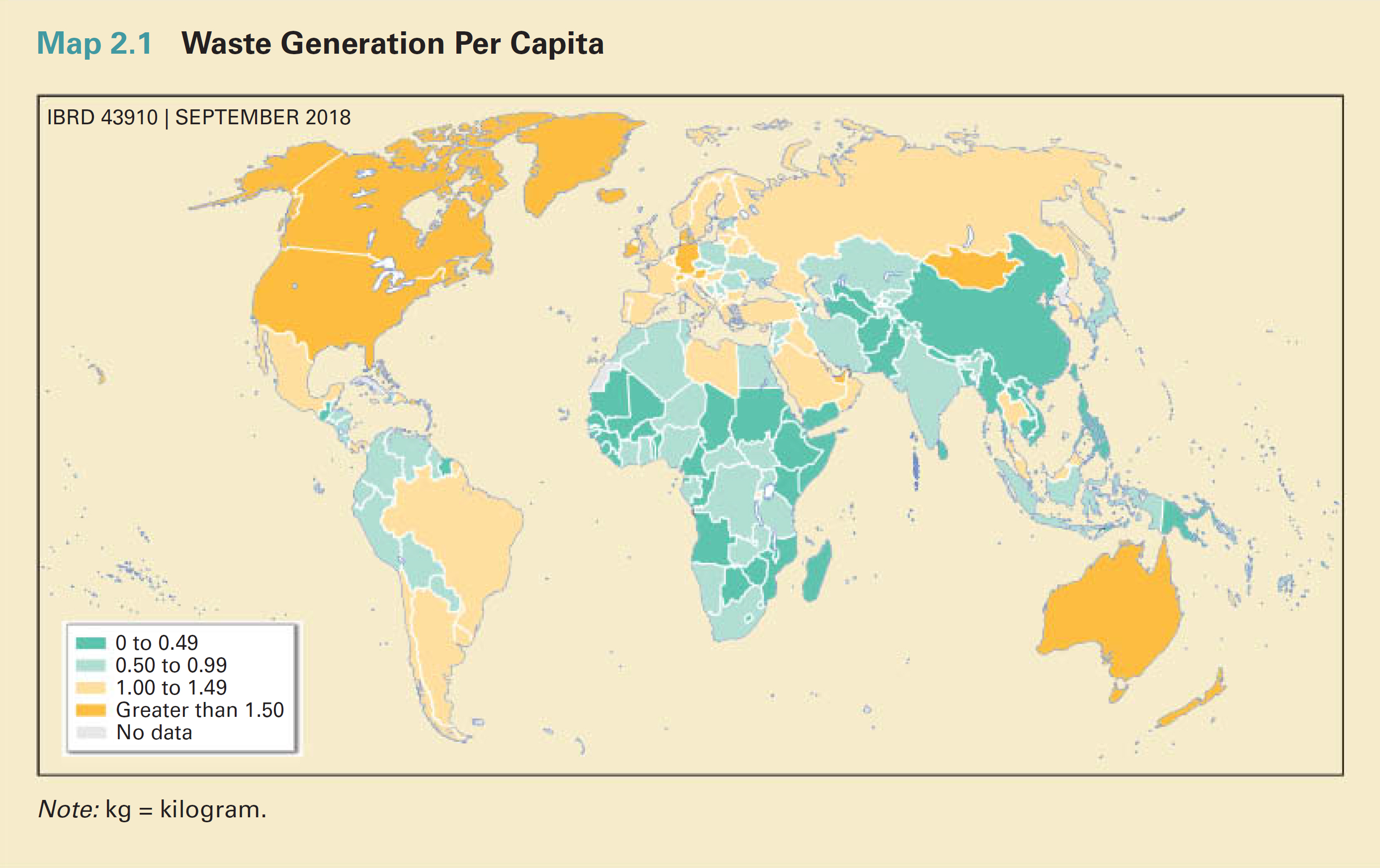
Lượng chất thải phát sinh, tính bằng kg / người / ngày

Các nỗ lực giảm thiểu việc sử dụng nhựa và thúc đẩy tái chế nhựa đã được thực hiện. Một số siêu thị tính phí túi nhựa của khách hàng, và ở một số nơi, các vật liệu tái sử dụng hoặc phân hủy sinh học hiệu quả hơn đang được sử dụng thay cho nhựa. Một số cộng đồng và doanh nghiệp đã ban hành lệnh cấm đối với một số đồ nhựa thường được sử dụng, chẳng hạn như nước đóng chai và túi nhựa. Một số tổ chức phi chính phủ đã đưa ra các chương trình giảm thiểu nhựa tự nguyện như giấy chứng nhận có thể được các nhà hàng điều chỉnh để được khách hàng công nhận là thân thiện với môi trường.
Vào tháng 1 năm 2019, một "Liên minh toàn cầu để chấm dứt chất thải nhựa" đã được thành lập bởi các công ty trong ngành nhựa. Liên minh đặt mục tiêu làm sạch môi trường khỏi chất thải hiện có và tăng cường tái chế, nhưng không đề cập đến việc giảm sản xuất nhựa là một trong những mục tiêu của mình.

### Phân hủy sinh học và nhựa có thể phân hủy
Việc sử dụng chất dẻo phân hủy sinh học có nhiều ưu điểm và nhược điểm. Chất phân hủy sinh học là chất tạo màng sinh học phân hủy trong các máy ủ công nghiệp. Các chất phân hủy sinh học không phân hủy hiệu quả trong các lò ủ trong nước và trong quá trình này chậm hơn, khí mêtan có thể được thải ra.

## Tạo nhận thức từ hành động

### Ngày Trái Đất
Vào năm 2019, Mạng lưới Ngày Trái đất đã hợp tác với Ngày giữ gìn nước Mỹ tươi đẹp và Ngày làm sạch quốc gia cho Ngày Trái đất sạch sẽ trên toàn quốc lần đầu tiên. Việc dọn dẹp đã được tổ chức ở tất cả 50 tiểu bang, năm lãnh thổ Hoa Kỳ, 5.300 địa điểm và có hơn 500.000 tình nguyện viên.
Ngày Trái đất 2020 là Kỷ niệm 50 năm Ngày Trái đất. Lễ kỷ niệm sẽ bao gồm các hoạt động như Great Global CleanUp, Khoa học Công dân, Vận động chính sách, Giáo dục và nghệ thuật. Ngày Trái đất này nhằm mục đích giáo dục và vận động hơn một tỷ người phát triển và hỗ trợ thế hệ tiếp theo của các nhà hoạt động môi trường, với trọng tâm chính là rác thải nhựa 

### Ngày môi trường thế giới
Hàng năm, ngày 5 tháng 6 được coi là Ngày Môi trường Thế giới nhằm nâng cao nhận thức và tăng cường hành động của chính phủ đối với vấn đề cấp bách. Năm 2018, Ấn Độ đã đăng cai tổ chức Ngày Môi trường Thế giới lần thứ 43 với chủ đề là "Đánh bại ô nhiễm nhựa", tập trung vào nhựa dùng một lần hoặc dùng một lần. Bộ Môi trường, Rừng và Biến đổi khí hậu của Ấn Độ đã mời mọi người quan tâm đến trách nhiệm xã hội của họ và kêu gọi họ thực hiện những hành động tốt xanh trong cuộc sống hàng ngày. Một số bang đã trình bày kế hoạch cấm nhựa hoặc giảm đáng kể việc sử dụng chúng.

### Hành động khác
Vào ngày 11 tháng 4 năm 2013 để nâng cao nhận thức, nghệ sĩ Maria Cristina Finucci đã thành lập The Garbage Patch State tại trụ sở của UNESCO  ở Paris, Pháp, trước sự chứng kiến của Tổng giám đốc Irina Bokova. Đây là sự kiện đầu tiên trong chuỗi các sự kiện dưới sự bảo trợ của UNESCO và Bộ Môi trường Ý.không nên sử dụng rác thải nhựa dùng 1 lần